# بحث عن المعلومات
البحث عن المعلومات هو عملية أو نشاط يهدف إلى الحصول على معلومات في سياقين بشري وتكنولوجي. يرتبط البحث عن المعلومات باسترجاع المعلومات، ولكنه يختلف عنه.